# Тефенни
Тефенни (тур. Tefenni) — город и район в провинции Бурдур (Турция), крупнейший город провинции.

## История
С древних времён в этих местах находилось поселение Истефани, которое было разрушено землетрясением 1882 года. В 1886 году на этом месте было выстроено новое поселение, которое получило название Тефенни.